# Rodrigo Niño de Guzmán

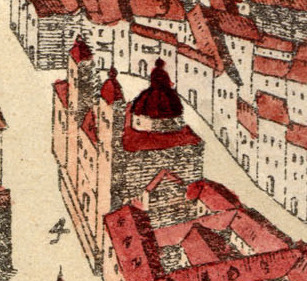
Representación idealizada del Colegio Imperial de Madrid, del que fue rector Rodrigo desde 1624. (Plano de Mancelli, 1623)

Rodrigo Niño de Guzmán (o Rodrigo Niño) (Toledo, c. 1572-Madrid, 25 de noviembre de 1627) fue un predicador jesuita español.

## Biografía
Fue hijo de Lope de Guzmán y Portocarrero y de su esposa Francisca Niño de Guevara (o Francisca de Guevara). Su padre era miembro de una ilustre familia bien relacionada en Toledo y en 1602 sería hecho conde de Villaverde por Felipe III. Por parte de su madre, era de otra familia toledana y sobrino carnal del cardenal Fernando Niño de Guevara, arzobispo de Sevilla entre 1601 y 1609. Tuvo cuatro hermanos:
- Tello de Guzmán (-antes del 21 de enero de 1627), que sucedió a su padre siendo II conde de Villaverde. Casó en primeras nupcias con Francisca Portocarrero, sin descendencia; y en segundas con Ana María de Zúñiga, hija de Pedro de Zúñiga, II marqués de Aguilafuente, y de Ana Ana Enríquez de Cabrera. Tuvo una hija de este segundo matrimonio, Magdalena Francisca de Guzmán y Guevara que sería III condesa de Villaverde.
- Juan de Guzmán, caballero de la Orden de Santiago.[2]
- Luis de Guzmán, que pasó a Indias en 1600 desde Sevilla.[3]
- Francisca Portocarrero, casada con Francisco de Rojas y Guevara, I conde de Mora; con descendencia.

Ingresó en la Compañía de Jesús hacia 1589. Fue profesor de gramática en el colegio de la Compañía en Belmonte (Cuenca).
Posteriormente, desarrollaría importantes cargos en esta orden, siendo prepósito de la casa profesa de Toledo, después, padre provincial de la provincia jesuítica de Toledo desde 1621 a 1623.
Desde 1624-25 fue rector del Colegio Imperial de Madrid. En esta etapa en la corte, fue nombrado calificador del Santo Oficio y predicador del rey (1626). En este último caso, parece ser que contra su voluntad. Fue notoria su fama como predicador incansable y confesor de personas de todas las condiciones sociales.
Murió en Madrid el 25 de noviembre de 1627. Por orden del rey, sus honras fúnebres fueron celebradas por Alonso Pérez de Guzmán, patriarca de las Indias en la iglesia del Colegio Imperial, con intervención de la Capilla Real.
Su vida y muerte fue glosada por su compañero jesuita, Benito de Rada en una carta que fue publicada.